# Chieira
Chieira, é um lugar situado na freguesia de Alvarenga, Município de Arouca, Portugal. Neste lugar pode encontrar-se a Quinta da Chieira, onde em tempos residiu Reinaldo Soares Correia de Noronha que foi Presidente da Câmara do Concelho na primeira metade do século XX, nomeadamente de 1914 a 1918 e de 1937 a 1940.